# St James's University Hospital
St. James's University Hospital  er et hospital i Leeds, West Yorkshire, England og er en af Storbritanniens mest berømte hospitaler, og det bliver ofte omtalt som Jimmy's.
St James's hævdede tidligere at være det største universitetshospital i Europa. Det er et af seks center, som foretager levertransplantation. Den første levende levertransplantation på NHS blev foretaget på St Jimmy's. Det er en del af Leeds Teaching Hospitals NHS Trust, sammen med Leeds General Infirmary (LGI), Seacroft Hospital, Wharfedale Hospital, Chapel Allerton Hospital og indtil april 2008 (hvor det lukkede) Cookridge Hospital. Både St James's og LGI er meget involveret i undervisning af medicinstuderende, sygeplejersker og doktorer.